# Puchar Litwy w piłce siatkowej mężczyzn (2019)
Puchar Litwy w piłce siatkowej mężczyzn 2019 (2019 LTF Vyrų Didžioji Taurė) – rozgrywki o siatkarski Puchar Litwy organizowane przez Litewski Związek Piłki Siatkowej (lit. Lietuvos tinklinio federacija). Zainaugurowane zostały 16 listopada i trwały do 21 grudnia 2019 roku. Brało w nich udział 5 klubów.
Rozgrywki składały się z fazy kwalifikacyjnej, półfinałów, meczu o 3. miejsce oraz finału.
Finał oraz mecz o 3. miejsce odbyły się 21 grudnia 2019 roku w Marijampolės žaidimų sporto mokykla w Mariampolu. Puchar Litwy drugi raz z rzędu zdobył klub Amber-Arlanga Kłajpeda.

## Drużyny uczestniczące
| Mistrzostwa Litwy 4 drużyny | Mistrzostwa Litwy 4 drużyny |
| --------------------------- | --------------------------- |
| Amber-Arlanga Kłajpeda      | 1. miejsce                  |
| Elga-Master Idea SM Dubysa  | 4. miejsce                  |
| RIO-Startas Kowno           | 3. miejsce                  |
| Sūduva Mariampol            | 2. miejsce                  |
| Pozostałe 1 drużyna         |                             |
| Joniškio Baldai Vidrena     | faza kwalifikacyjna         |

## Faza kwalifikacyjna

### Tabela
| Lp. | Drużyna                    | Pkt | Mecze | Mecze   | Mecze   | Sety | Sety | Sety   | Małe punkty | Małe punkty | Małe punkty |
| Lp. | Drużyna                    | Pkt | M     | W (3:2) | P (2:3) | wyg. | prz. | ratio  | zdob.       | str.        | ratio       |
| --- | -------------------------- | --- | ----- | ------- | ------- | ---- | ---- | ------ | ----------- | ----------- | ----------- |
| 1   | RIO-Startas Kowno          | 12  | 4     | 4       | 0       | 12   | 1    | 12.000 | 319         | 228         | 1.399       |
| 2   | Elga-Master Idea SM Dubysa | 6   | 4     | 2       | 2       | 7    | 6    | 1.167  | 291         | 295         | 0.986       |
| 3   | Joniškio Baldai Vidrena    | 0   | 4     | 0       | 4       | 0    | 12   | 0.000  | 216         | 303         | 0.713       |

Źródło: tournamentsoftware.com

Zasady ustalania kolejności: 1. liczba zdobytych punktów; 2. wyższe ratio setowe; 3. wyższe ratio małych punktów

Punktacja: 3:0 i 3:1 – 3 pkt; 3:2 – 2 pkt; 2:3 – 1 pkt; 1:3 i 0:3 – 0 pkt
     awans do półfinału

### Wyniki spotkań
| 16.11.2019    | Joniškio Baldai Vidrena | 0:3 (21:25, 17:25, 26:28) | Elga-Master Idea SM Dubysa | Joniškio sporto centras, Janiszki |  |
| 19:30 (UTC+2) |                         |                           |                            |                                   |  |

| 17.11.2019    | Joniškio Baldai Vidrena | 0:3 (18:25, 17:25, 11:25) | RIO-Startas Kowno | Joniškio sporto centras, Janiszki |  |
| 13:00 (UTC+2) |                         |                           |                   |                                   |  |

| 23.11.2019    | RIO-Startas Kowno | 3:1 (25:18, 18:25, 25:13, 25:19) | Elga-Master Idea SM Dubysa | Kauno sporto mokykla Startas, Kowno |  |
| 16:00 (UTC+2) |                   |                                  |                            |                                     |  |

| 24.11.2019    | RIO-Startas Kowno | 3:0 (25:7, 25:19, 25:18) | Joniškio Baldai Vidrena | RIO sporto arena, Kowno |  |
| 15:00 (UTC+2) |                   |                          |                         |                         |  |

| 07.12.2019    | Elga-Master Idea SM Dubysa | 3:0 (25:21, 25:18, 25:23) | Joniškio Baldai Vidrena | Šiaulių sporto centras „Dubysa”, Szawle |  |
| 18:00 (UTC+2) |                            |                           |                         |                                         |  |

| 08.12.2019    | Elga-Master Idea SM Dubysa | 0:3 (22:25, 24:26, 17:25) | RIO-Startas Kowno | Šiaulių sporto centras „Dubysa”, Szawle |  |
| 14:00 (UTC+2) |                            |                           |                   |                                         |  |

## Faza finałowa

### Drabinka
|  | Półfinały                  | Półfinały        | Półfinały | Półfinały |   |                        | Finał                      | Finał             | Finał             |
|  |                            |                  |           |           |   |                        |                            |                   |                   |
|  | Amber-Arlanga Kłajpeda     | 3                | 3         | 2         |   |                        |                            |                   |                   |
|  | RIO-Startas Kowno          | 0                | 0         | 0         |   |                        |                            |                   |                   |
|  | RIO-Startas Kowno          | 0                | 0         | 0         |   | Amber-Arlanga Kłajpeda | 3                          |                   |                   |
|  |                            |                  |           |           |   | Amber-Arlanga Kłajpeda | 3                          |                   |                   |
|  |                            | Sūduva Mariampol | 1         |           |   |                        |                            |                   |                   |
|  | Sūduva Mariampol           | Sūduva Mariampol | 1         | 3         | 3 | 2                      |                            |                   |                   |
|  | Sūduva Mariampol           |                  |           | 3         | 3 | 2                      |                            |                   |                   |
|  | Elga-Master Idea SM Dubysa | 1                | 0         | 0         |   |                        | Mecz o 3. miejsce          | Mecz o 3. miejsce | Mecz o 3. miejsce |
|  |                            |                  |           |           |   |                        |                            |                   |                   |
|  |                            |                  |           |           |   |                        | RIO-Startas Kowno          | 3                 |                   |
|  |                            |                  |           |           |   |                        | Elga-Master Idea SM Dubysa | 0                 |                   |

### Półfinały
|  | Amber-Arlanga Kłajpeda | 2 – 0 | RIO-Startas Kowno |  |  |
|  |                        |       |                   |  |  |

| 14.12.2019    | RIO-Startas Kowno | 0:3 ( ) | Amber-Arlanga Kłajpeda | KTU Sporto ir sveikatingumo centras, Kowno |  |
| 13:00 (UTC+2) |                   |         |                        |                                            |  |

| 15.12.2019    | Amber-Arlanga Kłajpeda | 3:0 (25:22, 25:15, 25:16) | RIO-Startas Kowno | Pilies g. 2a Didžioji Sporto Salė, Kłajpeda |  |
| 15:00 (UTC+2) |                        |                           |                   |                                             |  |

|  |  |  |  |  |  |
|  |  |  |  |  |  |

|  | Sūduva Mariampol | 2 – 0 | Elga-Master Idea SM Dubysa |  |  |
|  |                  |       |                            |  |  |

| 14.12.2019    | Elga-Master Idea SM Dubysa | 1:3 ( ) | Sūduva Mariampol | Šiaulių sporto centras „Dubysa”, Szawle |  |
| 14:00 (UTC+2) |                            |         |                  |                                         |  |

| 15.12.2019    | Sūduva Mariampol | 3:0 (25:15, 25:17, 25:18) | Elga-Master Idea SM Dubysa | Marijampolės ŽSM, Mariampol |  |
| 12:30 (UTC+2) |                  |                           |                            |                             |  |

### Mecz o 3. miejsce
| 21.12.2019    | RIO-Startas Kowno        | 3:0 (25:22, 27:25, 25:19) | Elga-Master Idea SM Dubysa | Marijampolės ŽSM, Mariampol |  |
| 13:00 (UTC+2) | Valdas Listanskis 18 pkt |                           | Erikas Makaras 19 pkt      |                             |  |

### Finał
| 21.12.2019    | Amber-Arlanga Kłajpeda       | 3:1 (44:46, 25:23, 26:24, 26:24) | Sūduva Mariampol         | Marijampolės ŽSM, Mariampol |  |
| 15:30 (UTC+2) | Artūras Vincelovičius 21 pkt |                                  | Linas Petravičius 29 pkt |                             |  |

## Klasyfikacja końcowa
| Miejsce | Drużyna                    |
| ------- | -------------------------- |
| 1       | Amber-Arlanga Kłajpeda     |
| 2       | Sūduva Mariampol           |
| 3       | RIO-Startas Kowno          |
| 4       | Elga-Master Idea SM Dubysa |
| 5       | Joniškio Baldai Vidrena    |